# St.-Marien-Kirche (Eimke)

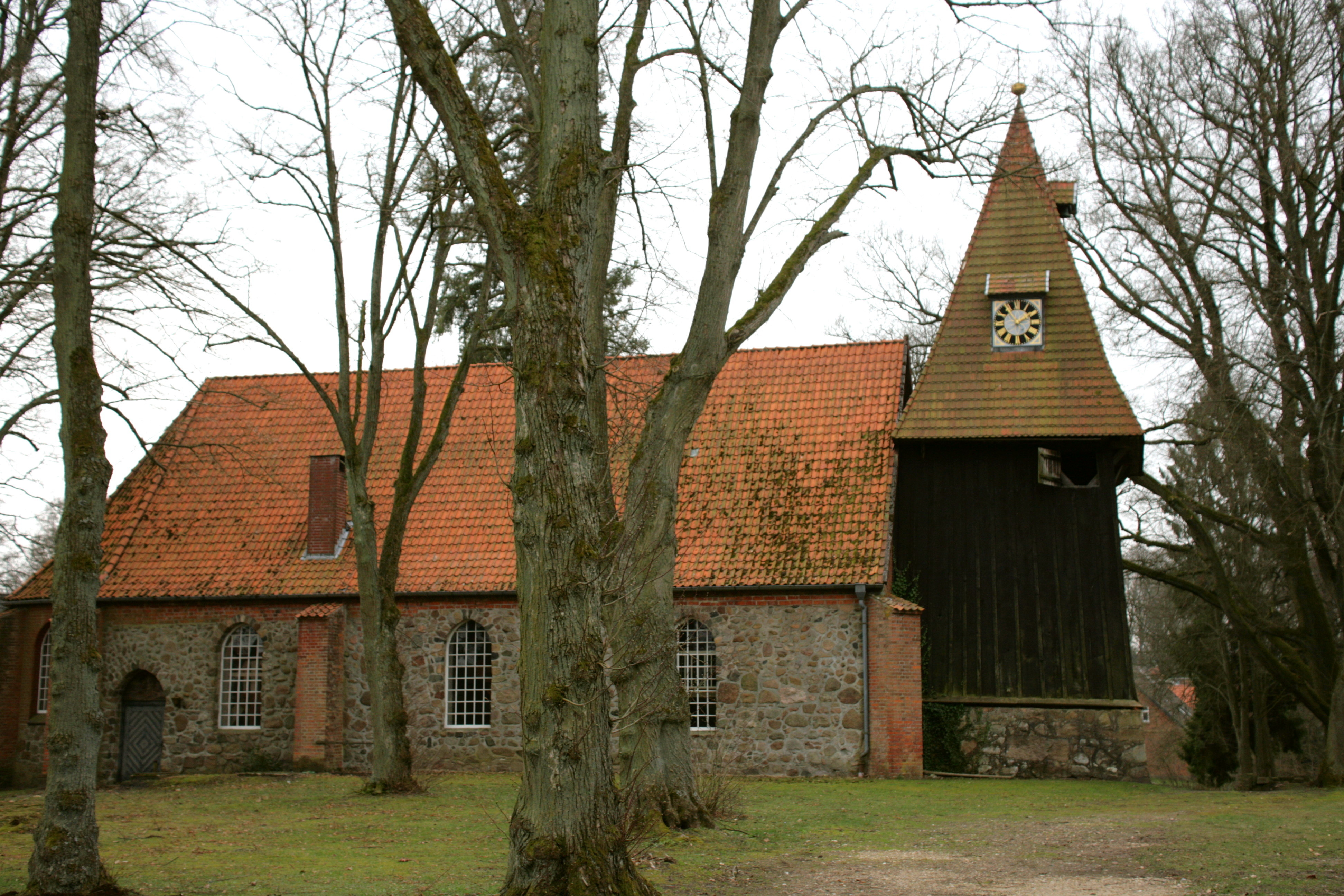
St.-Marien-Kirche in Eimke

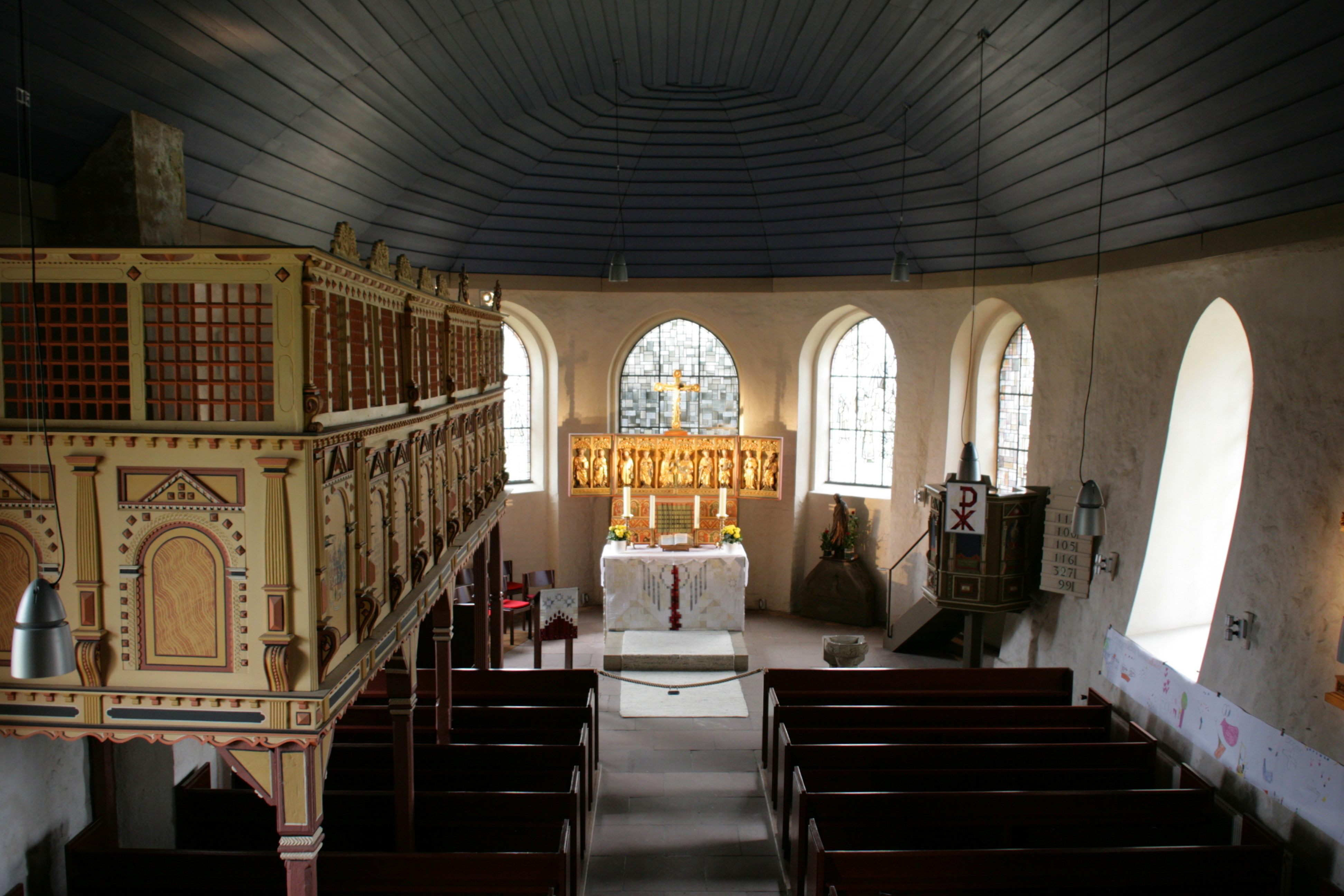
Innenraum

Die evangelisch-lutherische St.-Marien-Kirche ist eine Feldsteinkirche in Eimke im niedersächsischen Landkreis Uelzen. Zu den bemerkenswerten Ausstattungsstücken der Kirche zählen das Vesperbild, der Reihenaltar und die Prieche.

## Geschichte
Die Kirche wurde mutmaßlich zu Beginn des 14. Jahrhunderts errichtet. In Eimke stand zuvor wahrscheinlich eine zur Klosterkirche in Ebstorf gehörende Kapelle. Der Glockenturm wurde 1618 zu Beginn des Dreißigjährigen Krieges für 59 Reichstaler von Wilhelm von Weyhe errichtet. 1679 erfolgte eine Erneuerung des Dachhelms. Das Mauerwerk der Südwand aus Feldsteinen wurde 1850 durch eine Backsteinwand ersetzt.

## Architektur
Die Kirche ist ein Saalbau mit Westturm und Ostabschluss. Sie wurde weitestgehend aus Feldsteinen errichtet. Nur die Stützpfeiler und die Südwand wurden in Backsteinmauerwerk erbaut. Die Kirche hat eine Länge von 26 Metern sowie eine Breite von 15 Metern. Der hölzerne Glockenturm ruht auf einem Feldsteinsockel und ist mit einem pyramidenförmigen Dach ausgestattet. Die Spitze des Turms ziert ein Kreuz.

## Ausstattung
Die Kirche ist mit wertvollen Ausstattungsstücken ausgestattet. Hierzu zählen unter anderem der Reihenaltar, das Vesperbild und die Patronatsprieche. Die Patronatsprieche weist filigranes Gitterwerk und zahlreiche bemerkenswerte Schnitzereien auf.
Sie wurde 1677 errichtet und stellt im nördlichen Niedersachsen in ihrer Gestalt eine Besonderheit dar. Das hölzerne Vesperbild stammt aus der Lüneburger Werkstatt des Meisters der Goldenen Tafel und wurde im 14. Jahrhundert geschnitzt. Der Flügelaltar wurde zwischen 1420 und 1430 ebenfalls in einer Lüneburger Werkstatt geschaffen und ist mit einer Predella ausgestattet. Die hölzerne Kanzel wurde 1892 angefertigt. Bei der Herstellung wurden auch Teile der vorherigen Kanzel aus dem 17. Jahrhundert verwendet.
Die Kirche besitzt eine Glocke aus dem Jahr 1629. Sie trägt die Inschrift „Soli deo gloria“. Die Kirchenorgel stammt von der Firma Folkert-Becker-Orgel und wurde 1870 angefertigt. 1996 erfolgte eine Renovierung der Orgel.

### Reihenaltar

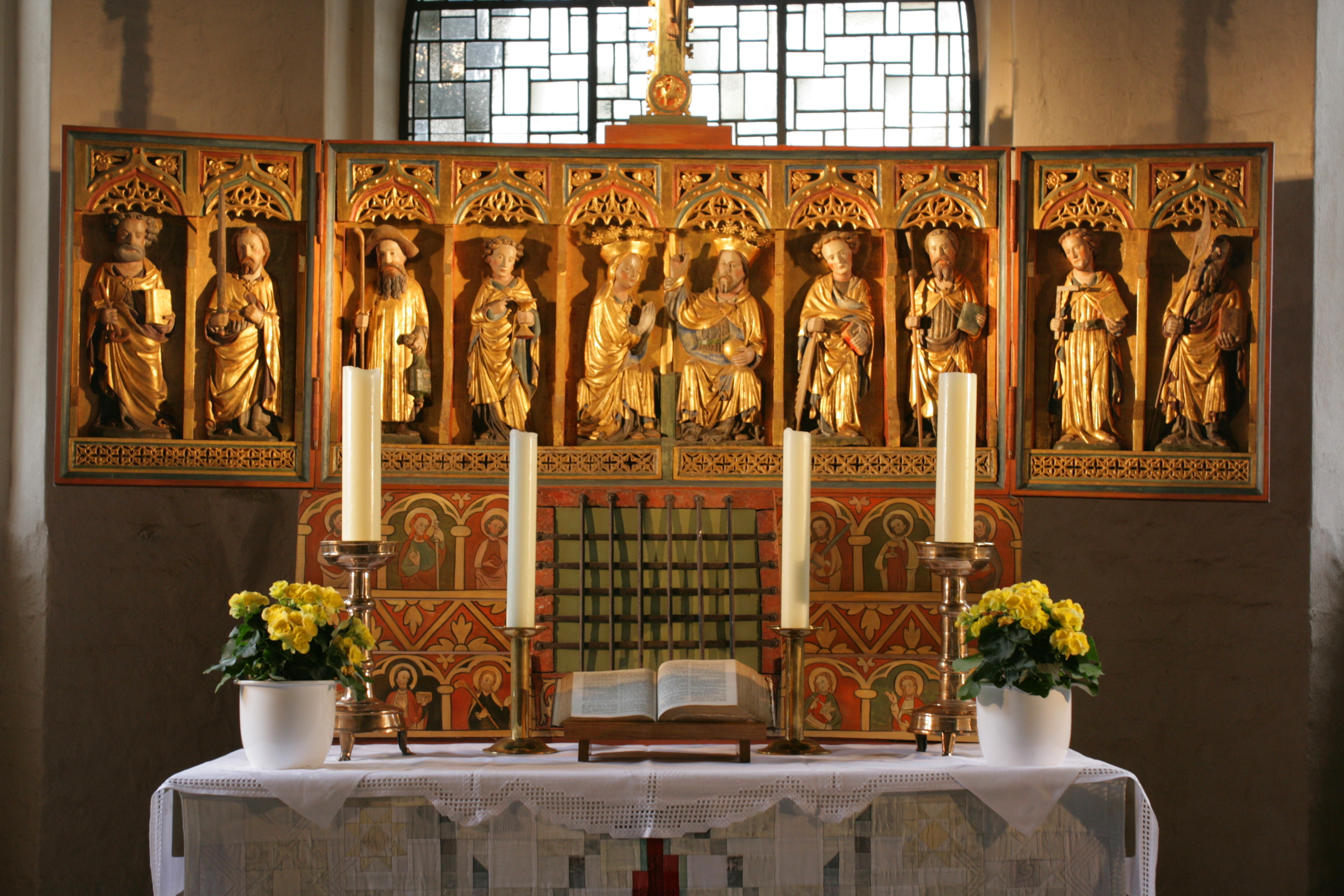
Reihenaltar

Der Altarschrein wird auf die Zeit um 1420 bis 1430 datiert, einem Lüneburger Meister zugeschrieben und zeigt als zentrales Thema in der Schreinmitte die Marienkrönung. Die Marienkrönung ist die älteste erhaltene Darstellung dieser Art im Landkreis Uelzen und künstlerisch von hohem Wert.
Bis zum Anfang des 20. Jahrhunderts wurden die zehn Holzfiguren, der Mittelschrein und weitere Ausstattungsstücke wie das Vesperbild und ein Stufenunterbau unter einer Treppe der Empore gelagert und nicht ausgestellt. Nachdem der städtische Kulturdezernent der Hansestadt Uelzen, Paul Schäffer, die Gegenstände entdeckt und sich in den 1920er-Jahren für die Wiederherstellung eingesetzt hatte, wurde eine Restaurierung des Altars bei Friedrich Buhmann 1936 in Auftrag gegeben. Die zehn Figuren wurden für den neuen Reihenaltar verwendet, wobei der erhalten gebliebene Mittelschrein mit dem Stufenunterbau als Predella ausgestattet und durch zwei Seitenflügel ergänzt wurde. Von links nach rechts zeigt der Altar seitdem: Petrus, Paulus, Jakobus der Ältere, den Evangelisten Johannes, Maria, Jesus, Simon, Judas Thaddäus, Thomas, Matthias.
Die Predella stammt aus dem 14. Jahrhundert und wird in zwei Register gegliedert, die durch einen Ornamentstreifen getrennt werden. Die Register zeigen Apostel als Halb- und Dreiviertelfiguren.

## Kirchliche Organisation
Die Kirchengemeinde Eimke ist Teil des Kirchenkreises Uelzen in der Evangelisch-lutherischen Landeskirche Hannovers. Zu ihr zählen heute die Ortschaften Eimke, Dreilingen, Wichtenbeck, Niebeck, Ellerndorf und Brambostel.

## Galerie

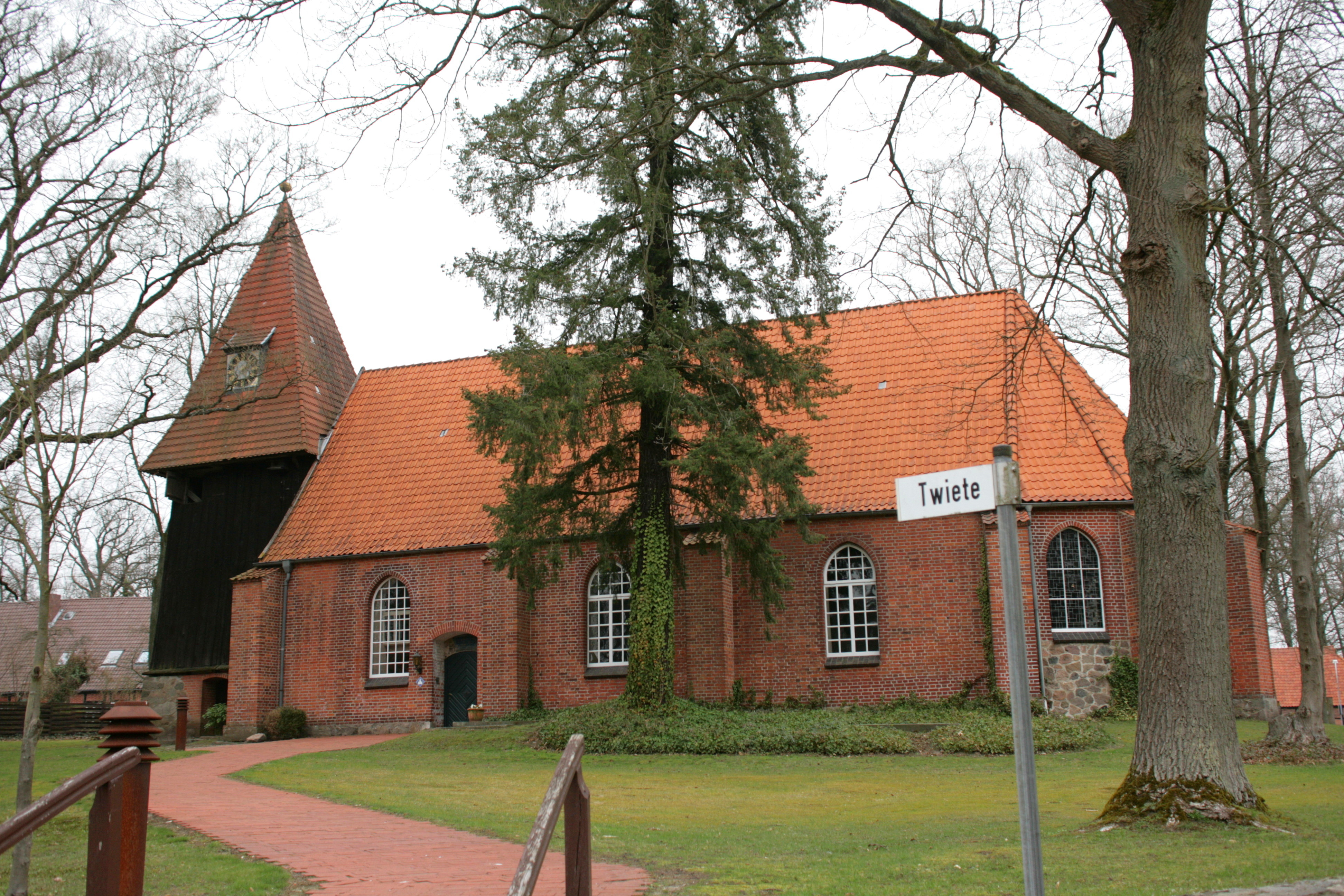
Südseite mit Backsteinmauerwerk
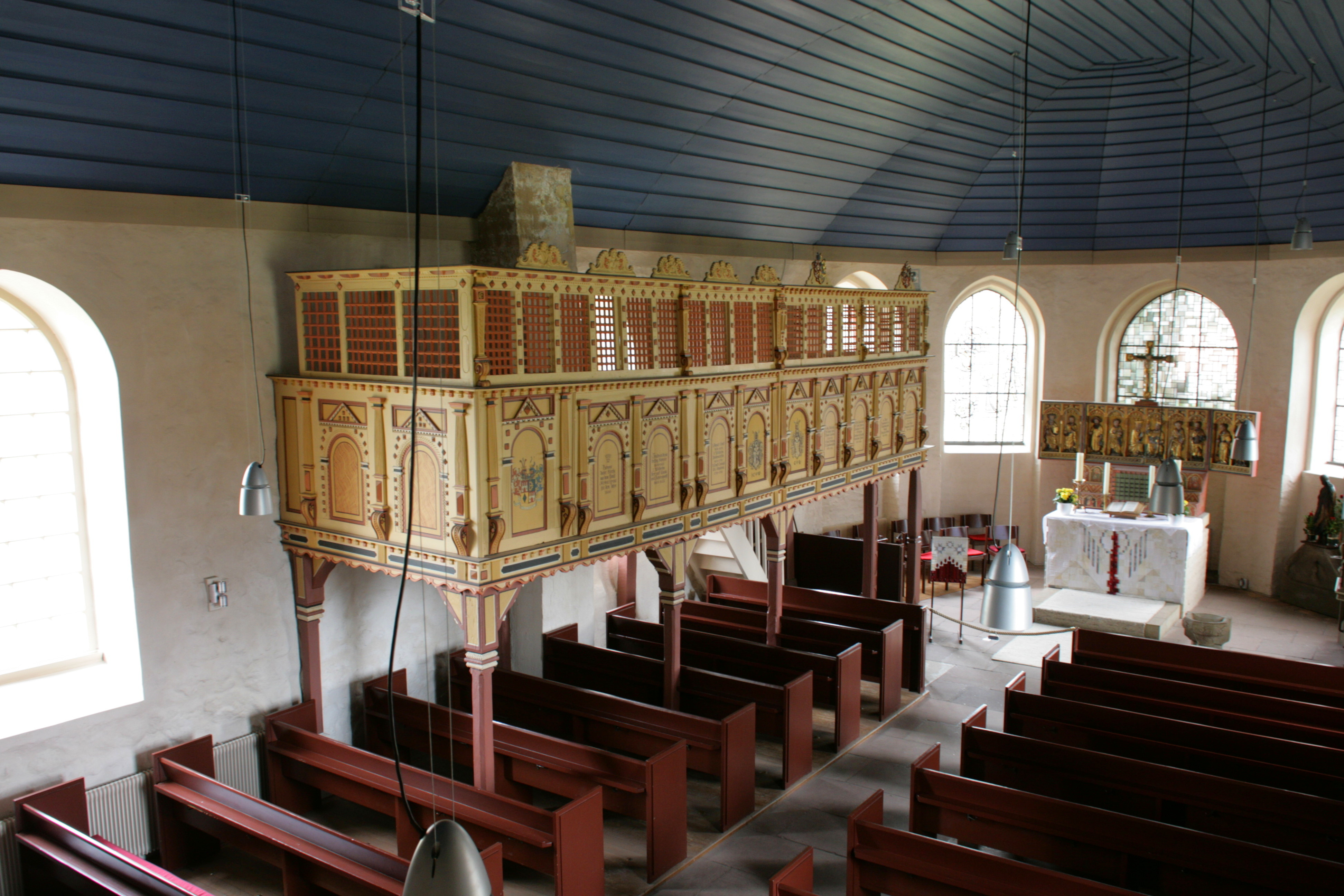
Patronatsprieche
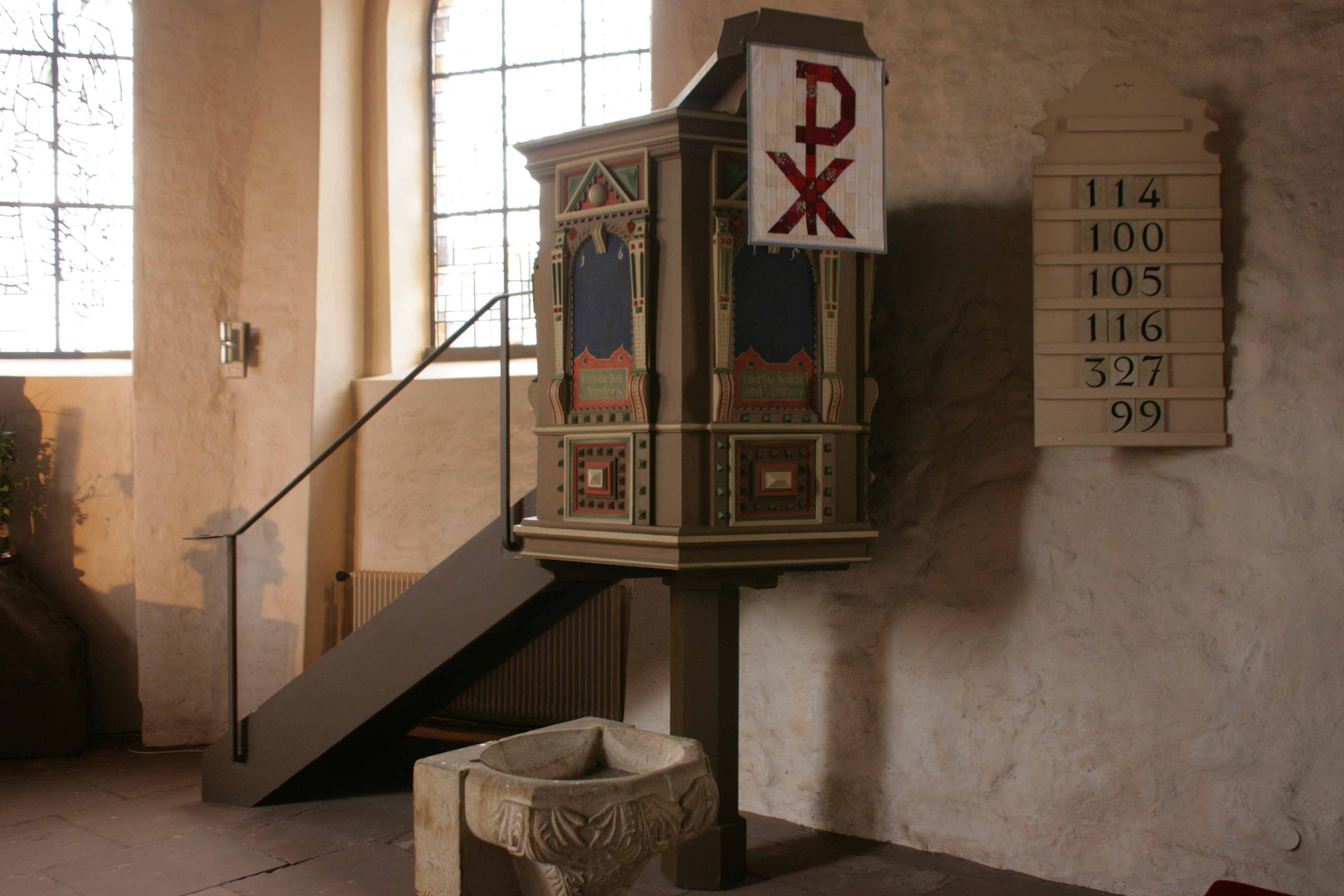
Kanzel
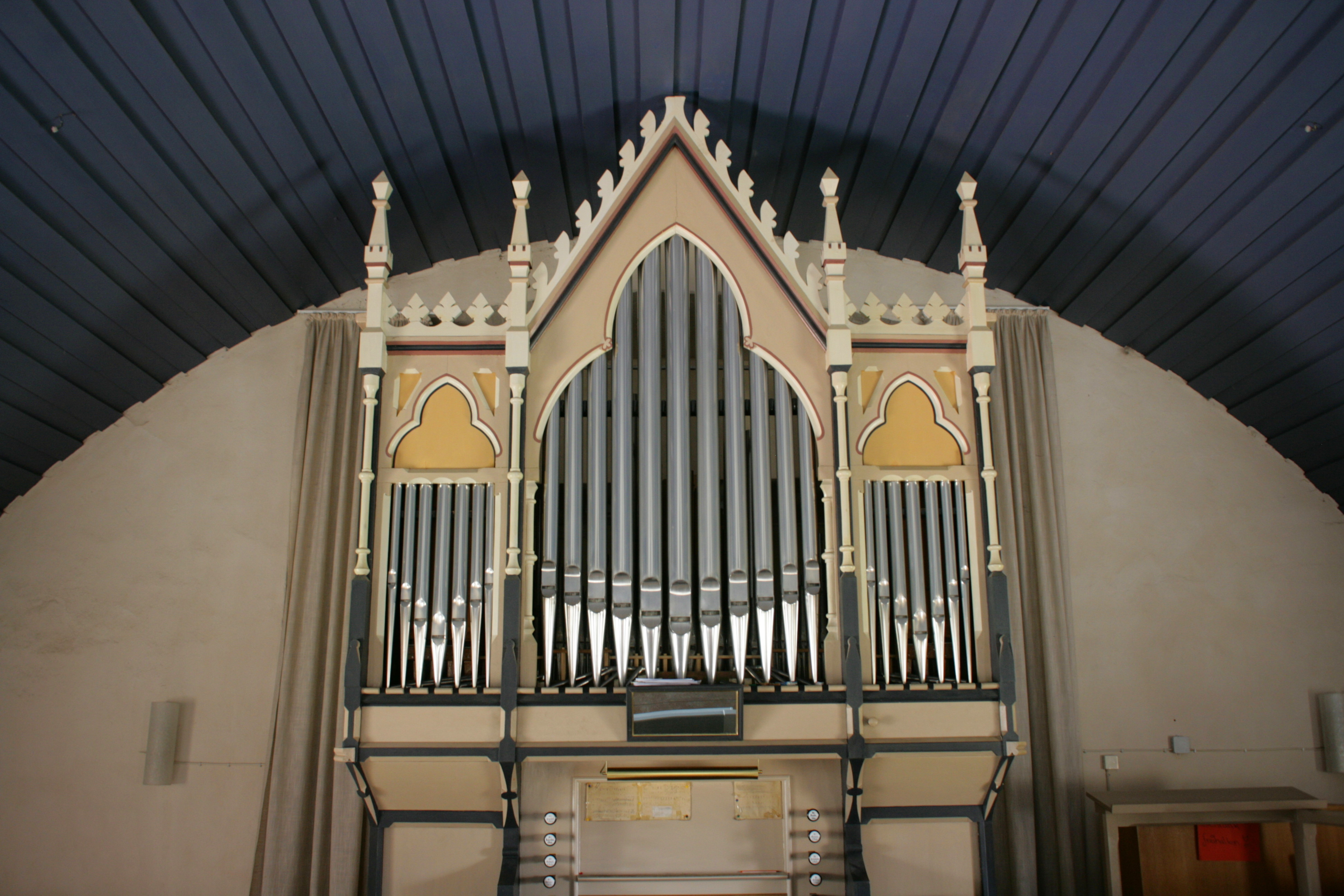
Kirchenorgel